# HHead
hHead lub HHead – kanadyjski zespół rockowy aktywny w latach 1991 - 1997 grający rock alternatywny i indie rock. Pierwotna nazwa grupy brzmiała Head, Canning dodał w nazwie zespołu drugie h po tym, jak dowiedział się, że inna grupa nagrywa jako Head.
Pierwszy album zespołu, Fireman, został wydany niezależnie w 1992. Album był popularny w radiach studenckich. Zespół podpisał w 1994 kontrakt z wytwórnią I.R.S. Records. W tym samym roku grupa wydała swój drugi album, Jerk. W tym czasie wytwórnia znajdowała się w kłopotach finansowych i była blisko bankructwa i promocja albumu została zawieszona po kilku dniach od wydania. W związku z tym zespół zerwał kontrakt i związał się z wytwórnią Handsome Boy Records.
Grupa rozpadła się w 1997. Zespół opuścił najpierw Mintz, następnie Canning - pod koniec 1997 jedynym członkiem zespołu był dopiero przyjęty perkusista Jason Ray.

## Członkowie

### Ostatni skład
- Noah Mintz - gitara, śpiew
- Brendan Canning - gitara basowa, wokal prowadzący, wokal wspierający
- Jason Ray - perkusja

### Byli członkowie
- Mark Bartkiw - perkusja (1992-1995)
- Roland Rainer - perkusja (1991 - 1992)
- Zak Hanna - gitara na albumie Fireman (1991 - 1992)

## Dyskografia
- Fireman (1992)
- Jerk (1994)
- Ozzy (1996)